# Procitheronia
Genre
Procitheronia est un genre de lépidoptères (papillons) sud-américains appartenant à la famille des Saturniidae, à la sous-famille des Ceratocampinae.

## Liste d'espèces
Selon Saturniidae world :
- Procitheronia fenestrata (W. Rothschild, 1907)
- Procitheronia principalis (Walker, 1855)
- Procitheronia purpurea (Oiticica, 1942)